# Luiz Guilherme Werneck
Luiz Guilherme Werneck (Santos, 12 de março de 1947 – Santa Isabel, 15 de julho de 2016) foi um futebolista brasileiro que atuou como atacante.

## Carreira
Quando jovem, Canguru, como era chamado por amigos, fez testes no infantil do Santos e, apesar da primeira resposta negativa, continuou a treinar no CT e em pouco tempo já fazia parte das categorias de base do time.
Aos 16 anos foi emprestado ao Náutico, onde se profissionalizou. Atuando no clube pernambucano, o atacante conquistou o primeiro título estadual, em 1965.
Pelo Peixe, viajou para cerca de 25 países, mas pouco entrou em campo. Em 9 de agosto de 1968, esteve na primeira vez do Rei Pelé em Manaus, na vitória por 3–0 contra o Fast Club no Estádio Gilberto Mestrinho, onde foi o autor do terceiro gol.
Fez parte da equipe profissional do time de 1966 a 1969, onde, com pouco espaço entre as estrelas da época, em quatro anos de clube jogou 20 partidas.
Werneck foi jogar no Coritiba em 1970, e por lá também passou a exercer o papel de meio-campista. Pelo Coxa, por onde atuou entre 1970 e 1971, entrou em campo 29 vezes e balançou as redes 10 vezes, participando da conquista do Campeonato Paranaense de 1971, do Torneio Internacional de Verão e da Taça Pierre Colon (França).
Após a temporada no Paraná, Werneck retornou a São Paulo para jogar pela Ferroviária e pelo São Bento de Sorocaba. Aos 24 anos, em sua melhor fase, sentiu um forte incômodo no peito enquanto atuava pelo clube, ficou internado mais de um mês e teve que abandonar o futebol.
Depois de meses, Werneck foi convidado para atuar pelo time XI da Saudade, equipe formada por veteranos do União, de Mogi das Cruzes.
Por não sentir mais nada no coração, aos 26 anos, voltou a jogar na Portuguesa Santista, onde fez duas boas temporadas. Chegou a negociar com Palmeiras e com o Bahia, quando seu passe estava avaliado em 200 mil cruzeiros, mas em uma partida quebrou a perna em três lugares e abandonou o futebol por completo.
Em Mogi das Cruzes, se formou no curso de educação física.

### Títulos
Náutico
- Campeonato Pernambucano: 1965

Santos
- Campeonato Paulista: 1968[14] e 1969[15]

Coritiba
- Taça Pierre Colon: 1969
- Torneio Internacional de Verão: 1970 e 1971
- Campeonato Paranaense: 1971[12]